# Teresa Dunin-Wąsowicz
Teresa Dunin-Wąsowicz (ur. 2 października 1926 w Poznaniu, zm. 8 lutego 2004 w Warszawie) – polska historyk, mediewistka.

## Życiorys
Była córką Stanisława Dunin-Wąsowicza, lekarza wojskowego, i Anny z d. Ślubicz-Załęskiej.
W czasie II wojny światowej uczęszczała na tajne komplety prowadzone w Warszawie przez siostry nazaretanki, w 1945 zaliczyła pierwszy rok studiów historycznych na Uniwersytecie Jagiellońskim, następnie kontynuowała studia na Uniwersytecie Warszawskim, które ukończyła w 1949.
Od 1950 pracowała w Kierownictwie Badań nad Początkami Państwa Polskiego, po jego rozwiązaniu, została w 1954 pracownikiem Instytutu Historii Kultury Materialnej PAN (od 1992 działającego pod nazwą Instytut Archeologii Etnologii PAN. W 1960 obroniła na Uniwersytecie Warszawskim pracę doktorską Szlak handlowy gnieźnieńsko-kijowski na ziemiach polskich w okresie wczesnośredniowiecznym napisaną pod kierunkiem Aleksandra Gieysztora. W 1973 otrzymała w IHKM PAN stopień doktora habilitowanego, na podstawie pracy Zmiany w topografii osadnictwa wielkich dolin na niżu środkowoeuropejskim w XIII wieku.
Od 1990 była członkiem korespondentem, następnie członkiem Towarzystwa Naukowego Warszawskiego oraz członkiem zarządu TNW.
Została pochowana na cmentarzu parafialnym w Ożarowie w województwie świętokrzyskim.
Jej siostra była żoną Jacques’a Le Goffa.

## Wybrane publikacje
- Wczesnośredniowieczne zabytki piśmiennictwa w Polsce, Warszawa 1960.
- Początki Państwa Polskiego, Warszawa: Wydawnictwo Polonia 1961.
- Legenda śląska, Wrocław: Zakład Narodowy im. Ossolińskich Wydawnictwo PAN 1967.
- (redakcja) Studia sandomierskie: materiały do dziejów miasta Sandomierza i regionu sandomierskiego, red. Teresa Wąsowicz, Jan Pazdur, Warszawa: Ludowa Spółdzielnia Wydawnicza 1967.
- Evoluzione della tecnologia dei trasporti nell'Europa Centrale del XIII secolo: riassunto, Prato 1973.
- Zmiany w topografii osadnictwa wielkich dolin na Niżu Środkowoeuropejskim w XIII wieku, Wrocław: Zakład Narodowy im. Ossolińskich 1974.
- (redakcja) Jadwiga Karwasińska, Święty Wojciech: wybór pism, wybór i oprac. Teresa Dunin-Wąsowicz, Warszawa: TNW 1996.
- (redakcja) Jadwiga Karwasińska, Kujawy i Mazowsze: wybór pism, wybór i oprac. Teresa Dunin-Wąsowicz, Warszawa: TNW 1997.
- (redakcja) Jadwiga Karwasińska, Źródła archiwalne: wybór pism, wybór i oprac. Teresa Dunin-Wąsowicz, oprac. dzienniczka J. Karwasińskiej Małgorzata Kośka, Warszawa: Towarzystwo Naukowe Warszawskie, 1998.
- (redakcja) Szkice zawichojskie, pod red. Teresy Dunin-Wąsowicz i Stanisława Tabaczyńskiego, Zawichost - Warszawa: IAiE PAN 1999.
- Drogami średniowiecznej Polski: studia z dziejów osadnictwa i kultury, wybrał i oprac. Andrzej Janeczek, posłowiem opatrzyła Marta Młynarska-Kaletynowa, Warszawa: Wydawnictwo Instytutu Archeologii i Etnologii PAN 2011.